# William Clark (präst)
William Clark, född ett okänt år, död 29 november 1603, var en engelsk romersk-katolsk präst. 
Clark utbildade sig i Douai, Frankrike, där han började den 6 augusti 1587. Senare studerade han vid Collegium Anglorum och han var en av åtta präster som skickades på en mission i april 1592. År 1602 var Clark fängslad i Clink-fängelset i Southwark, förmodligen på grund av sin tro (romersk katolicism var inte speciellt uppskattad i England vid tillfället).
Jakob I av Englands löften om att upphöra med förföljelserna av de romerska katolikerna infriades inte och de besvikna katolikerna började nu fundera på att genomföra ett antal sammansvärjningar mot honom. Clark var delaktig i en sådan och han diskuterade dessa planer främst med sin kollega William Watson, men även med flera andra missnöjda katoliker. Deras planer gick ut på att fånga in kung Jakob och konvertera honom till en katolik samt ta kontroll över Towern och göra Watson till Lord Keeper.
De inblandade bestämde sig för att träffas i Greenwich den 24 juni 1603, men sammansvärjningen var ett totalt misslyckande. Några jesuiter hade nämligen avslöjat deras planer för myndigheterna och flera av de inblandade arresterades. Under rättegången mot dem den 15 november 1603 dömdes de till döden och Watson avrättades den 29 november samma år.